# أشرف أرمغان
أشرف أرماغان (بالتركية: Eşref Armağan)‏ (مواليد 1953) هو رسام أعمى من أصل تركي. ولد أعمى لأسرة فقيرة في تركيا، وكان يرسم منذ الطفولة. أقام معارض في تركيا وهولندا وجمهورية التشيك. في عام 2004 كان موضوعًا لدراسة التصور البشري، التي أجراها عالم النفس جون كينيدي من جامعة تورنتو.